# Lubenice
 Ovo je glavno značenje pojma Lubenice. Za trajekt pogledajte M/T Lubenice.
 Ovo je glavno značenje pojma Lubenice. Za voće pogledajte lubenica.
Lubenice (lat. Hibernitia od hibernus "zimski, hladan") su naselje na otoku Cresu. Administrativno, naselje pripada gradu Cresu. 

## Zemljopisni položaj
Nalaze se na visokoj klisuri nad morem, na zapadnoj obali Cresa, na 378 metara nadmorske visine.
Najbliža naselja su Zbičina (2 km sjeveroistočno) i Mali Podol (2 km jugoistočno).

## Povijest
Mjesto Lubenice je staro preko četiri tisuće godina, i naseljenost nikad nije bila prekidana; što potvrđuju i pronađeni okolni tumuli iz brončanog i željeznog doba. U antici se Lubenice spominje kao dobro utvrđen i strateški važan grad Hibernitia (tj. „zima” ili „hladno naselje”, najvjerojatnije zbog čestog hladnog vjetra koji je čest u naseljima na vrhu brda) od kojega je vodio odvojak glavne rimske ceste iz Osora u Beli. U to vrijeme to je bio jedan od četiriju najvažnijih mjesta na otoku Cresu s potpuno formiranim urbanim centrom. U podnožju naselja je važna villa rustica s okolnim poljoprivrednim područjem i pripadajućom lukom. Tu su pronađeni brojni arheološki materijali iz antike (sarkofag, egipatski natpisi, amfore, novac, nakit, i sl.). U srednjem vijeku grad je ponovno opasan zidinama i ponovno je postao središte župe.
Danas, Lubenice je mali lokalni centar s oko 40 zgrada i 24 stalnih stanovnika.
Dana 1. veljače 2005. godine, Ministarstvo kulture Republike Hrvatske je nominiralo naselje Lubenice za upis na UNESCO-ov popis mjesta svjetske baštine u Europi jer je ovo naselje „na visokoj stijeni spojeno u okolni humanizirani krajolik tako što je izgrađeno od istog materijala, što ga čini gotovo potpunim spojem umjetnih i prirodnih elemenata, dok se prirodne značajke područja ogledaju u samom nazivu grada”.

## Odlike i znamenitosti
Naselje je nepravilnog izduženog i ovalnog tlocrta s brojnim zbijenim kućama. Dvije uzdužne ulice su poprečno povezane malim natkrivenim lučnim prolazima. Građevine imaju visoku kvalitetu izrade i uglavnom ozračje iz razdoblja baroka, međutim, u supstrukciji i temeljima kuća, kao i u njihovim proporcijama, vidljiv je srednjovjekovni sloj. Također su na istočnoj strani sačuvane srednjovjekovne gradske zidine s povremenim uključenim strukturama, kao što su sjeverna i južna gradska vrata. 
Ostali urbani elementi uključuju i gradsku ložu koja se nalazi uz zvonik župne crkve, trg s komunalnom cisternom i već spomenuta gradska vrata, župnu crkvu, groblje i niz srednjovjekovnih crkvica (Kapelica svetog Dominika, obnovljena Kapelica svetog Antuna pustinjaka, Kapela sv. Jakova i sv. Barbare i Kapela sv. Stjepana na groblju).
Ulice su sporadično popločane lomljencom, a brojne privatne kuće su organizirane oko dvorišta do kojih se dolazi kroz kamene portale. Ove monumentalne narodne urbano-ruralne zgrade imaju kamene vodospremnike na drugom katu, do kojih se dolazi kamenim stubama. Pored toga, tu su i monumentalni dimnjaci iznimnih dimenzija i oblika, kao i ostali elementi ruralne arhitekture (krušne peći, rogovi za sušenje voća, tradicionalno oblikovane strehe i drvene pergole).

## Kultura
Ljeti se održava kulturna manifestacija "Lubeničke večeri". Poznat je ples po imenu "lubeniška". Nošnja se sastoji od: crne lepršave suknje, košulje, pregače, marame i prsluka.

## Stanovništvo
Prema popisu iz 2001. godine, Lubenice imaju 24 stanovnika.
| broj stanovnika | 147   | 148   | 175   | 193   | 187   | 177   | 247   | 246   | 171   | 154   | 109   | 82    | 57    | 43    | 24    | 12    | 6     |
|                 | 1857. | 1869. | 1880. | 1890. | 1900. | 1910. | 1921. | 1931. | 1948. | 1953. | 1961. | 1971. | 1981. | 1991. | 2001. | 2011. | 2021. |

## Gospodarstvo
Gospodarstvo se temelji na ovčarstvu i ribarstvu. Pošto prevlada šikara i makija zemlju je nemoguće obrađivati.

## Vanjske poveznice

### Sestrinski projekti
|  | Zajednički poslužitelj ima još gradiva o temi Lubenice |

### Mrežna sjedišta
- TZ Grada Cresa: Lubenice
- Galerija slika
- Galerija svjetlopisa
- Galerija fotografija